# Стахив, Александр Владимирович
Алекса́ндр Влади́мирович Ста́хив (укр. Олександр Володимирович Стахів; род. 13 января 1981, Горловка, Донецкая область) — украинский и казахстанский футболист.

## Биография
Играл в украинских футбольных клубах «Винница», «Таврия», «Подолье» и «Полесье».
В 2003 году приехал в Казахстан. В 2005 году стал чемпионом Казахстана в составе «Актобе». Играл также за «Окжетпес» (Кокшетау), «Атырау» и «Есиль-Богатырь», за это время получил гражданство Казахстана. Зимой 2008 года перешёл в молдавскую «Искру-Сталь», затем в узбекский «Машъал». В 2011 году вернулся в Казахстан, где выступал до 2013 года.
В 2018 году возглавив ФК «Нива» (Тернополь).

## Достижения
- Чемпион Казахстана: 2005